# Radical Entertainment
Radical Entertainment és una empresa desenvolupadora de videojocs situada a Vancouver, Colúmbia Britànica, Canadà. Va ser creada el 1991 i anteriorment havia desenvolupat per les publicadores de videojocs com THQ, Microsoft, i Fox Interactive. Ara és part totalment de Vivendi Games després d'haver sigut adquirit el 2005. El 2007, Radical va ser nomenat com a Canada's Top 100 Employers, que es publica a la revista Maclean's, que només poden rebre aqueswt honor els publicadors de videojocs.
Els títols de Radical Entertainment són:
- Crash of the Titans (2007)
- Scarface: The World is Yours (2006)
- The Incredible Hulk: Ultimate Destruction (2005)
- Crash Tag Team Racing (2005)
- The Simpsons Hit & Run (2003) (6 milions de còpies venudes)
- Hulk (2003)
- Dark Angel (2002)
- The Simpsons Road Rage (2001) (3 milions de còpies venudes)
- Tetris Worlds (2001, 2002, 2003)
- Dark Summit (2001)*
- Jackie Chan: Stunt Master (2000)

## 369 Interactive
369 Interactive és una divisió de Radical que realitza només videojocs d'ordinador, sovint sobre la franquícia CSI (amb la llicència).
369 Interactive ha desenvolupat els videojocs:
- CSI: Miami (2005)
- CSI: Dark Motives (2004)
- CSI (2003)